# Rivière du Portage (rivière Bécancour)
Pour les articles homonymes, voir Rivière du Portage et Portage.
La rivière du Portage est un affluent de la rivière Bécancour laquelle se déverse sur la rive sud du fleuve Saint-Laurent. Elle coule dans les municipalités de Saint-Valère et de Daveluyville, dans la municipalité régionale de comté (MRC) de Arthabaska, dans la région administrative du Centre-du-Québec, au Québec, au Canada.

## Géographie
Ses principaux bassins versants sont :
- côté nord : rivière Bécancour ;
- côté est : rivière Pimbina, rivière Blanche ;
- côté sud : rivière Bulstrode
- côté ouest : rivière Blanche.

La rivière du Portage prend sa source dans une zone agricole de la municipalité de Saint-Valère, au sud du hameau Defoy (de Daveluyville), du côté est de la route 261 et au nord de la rivière Bulstrode.
À partir de sa source, la rivière du Portage coule sur environ 13 km, surtout en territoire agricole (ou forestier, par endroits) selon les segments suivants :
- 1,4 km vers le nord dans Saint-Valère ;
- 3,6 km vers le nord dans Daveluyville, en passant à l'ouest du hameau Defoy, jusqu'à l'autoroute 20 ;
- 7,5 km vers le nord jusqu'à son embouchure.

La rivière du Portage se déverse sur la rive sud de la rivière Bécancour, juste en aval de l'île du Portage et en aval du village de Daveluyville.

## Toponymie
Le toponyme "rivière du Portage" a été officialisé le 5 décembre 1968 à Commission de toponymie du Québec.